# Договор в Стенсби
Договор в Стенсби — соглашение, заключенное 7 июня 1238 года на острове Зеландия в Дании, между датским королём Вальдемаром II и магистром Ливонского ордена Германом фон Балком при посредничестве папского легата Вильгельма Моденского. Договор разграничил сферы влияния Ливонского ордена и Датского королевства в Восточной Балтике.

## Политическая предыстория
Соперничество между папской курией, благословившей Северные крестовые походы, и германскими императорами, снабжавшими эти походы военной силой, началось в конце XII века, когда рижским епископом стал племянник Бременского митрополита Гартвига II Альберт Буксгевден. К этому конфликту присоединились притязания Дании, против которых уже в 1199 году епископ Альберт искал поддержки у только что короновавшегося императора Филиппа.
Папская курия поддерживала это соперничество, опасаясь установления единоличной светской и духовной власти рижского епископа во вновь покоренных землях. Это могло бы подорвать влияние папы в этом стратегическом регионе, тем более, что в 1207 году Альберт официально признал себя вассалом соперника папской курии — германского императора.
По этой же причине Иннокентий III поддержал создание Ордена меченосцев, ставшего своеобразным противовесом единоличной власти рижского епископа, а затем признал епископа Эстонии независимым от рижского.
Папа не препятствовал датчанам, претендовавшим на первенство в крещении местных язычников, в притязаниях на Ливонию. В 1204 году Иннокентий III уполномочил лундского архиепископа объявлять крестовые походы в Прибалтику, а в 1213 году — назначать епископов для земель Сакала и Уганди (Унгавния) в Южной Эстонии, чем были недовольны и Альберт, и меченосцы. Благоволение папы к вторжению датчан в Северную Эстонию в 1219 году спровоцировало военные конфликты между Данией и меченосцами. В войнах с датчанами они захватили в 1225 и 1227 годах принадлежавшие тем территории Северной Эстонии, включая крепость Ревель (Таллин). Датчане в ответ стали задерживать корабли с крестоносцами в порту Любека, препятствуя притоку свежих сил крестоносцев в Ливонию.
Возвращение Ревеля с окрестностями Дании стало условием её согласия на объединение Ордена меченосцев с Тевтонским орденом, которое настоятельно требовалось для защиты завоеваний рыцарства на берегах Восточной Балтики, особенно после сокрушительного поражения меченосцев при Сауле с гибелью Великого Магистра Ордена Меченосцев Фольквина фон Винтерштайна 22 сентября 1236 года.

## Переговоры
На объединение Ордена меченосцев с Тевтонским орденом требовалось согласие датчан, а их союзничество было необходимо папе римскому Григорию IX в конфликте с германским императором Фридрихом II из-за Ломбардии. В переговорах папы с императором посредничал магистр Тевтонского ордена Герман фон Зальца, а тот ждал от папы буллу об объединении Орденов. Дания требовала возврата завоеванных меченосцами Ревеля и Северной Эстонии и даже послала свой флот в Финский залив. Папа поручил своему легату Вильгельму Моденскому обеспечить это, добившись от датского суверена Вальдемара II согласия на объединение Орденов.
В этих обстоятельствах наконец-то вышла долгожданная булла Григория IX, которой он дал согласие на объединение Ордена Меченосцев с Тевтонским с созданием Ливонского ландмейстерства, или Ливонского ордена. Его магистром стал Герман фон Балк.
Поскольку тевтонцы не спешили выполнять свои обязательства перед Данией, папа жестко повелел своему легату ускорить подписание договора между датским королем и магистром Ливонского ордена. Напряженность росла, датчане послали флот в Финский залив, подготавливая десант в Эстонии. В этих обстоятельствах 7 июня 1238 года был подписан договор в Стенсби между королем Вальдемаром II, магистром Германом фон Балком и легатом Вильгельмом Моденским, предотвративший войну в Эстляндии. Бывшие меченосцы были недовольны этим соглашением, так как считали, что легат отдал датскому королю их боевой трофей — земли, завоёванные мечом и кровью.

## Суть договора
Договор удовлетворил территориальные притязания датчан в Северной Эстонии, причём Дания отказалась от предварительной договоренности 1236 года касательно земли Ярвамаа (Гервен, Ервен), уступив её Ливонскому ордену. Дания приняла на себя обязательство не враждовать с Орденом и не посягать на его владения в Западной Эстонии, а тот, в свою очередь, — не посягать на земли, завоёвываемые Данией и даже защищать их при необходимости. При совместных военных походах добыча должна делиться между Данией и Орденом в соотношении 2:1. На походы против христианских земель требовалось заручиться разрешением папы.
По сути договор закреплял союзничество между Данией и Орденом, подготавливая почву для дальнейших завоевательных походов, первый из которых состоялся уже через два года — ливонский поход на Русь (1240—1242). Однако прямой цели создания антирусского альянса этот договор не ставил, считают современные исследователи Е. Назарова и Д. Хрусталёв: главной целью Вильгельма Моденского было замирение внутри католических колонизаторов и возвращение под их власть отпавших племён земгалов, куршей и эзельцев. 
14 декабря 1238 года папа обратился к архиепископу Лундскому за содействием в организации крестового похода против эстов, Ливонский орден развернул войну с куршами и на Эзеле, причем с первыми мирный договор был подписан в 1241 году, а со вторыми — в середине 1240-х годов.
Договор определил роль Ордена как основной военной силы в Восточной Прибалтике, при этом он перенял военно-оборонительные обязанности своего предшественника, Ордена меченосцев, в отношении епископов. Пропорция раздела совместно завоеванных земель сохранилась, однако долю епископов переняли датчане. Однако при захвате территории куршей и земгалов Ливонский орден получал две трети, аналогично порядку, установленному на прусских землях между тевтонскими рыцарями и епископом. Вильгельм Моденский способствовал сплочению католических сил и сориентировал их наступательную активность в направлении Руси.